# عبد الله الباهتي
عبد الله الباهتي ممثل إماراتي.

## عن حياته
هو ممثل شارك في العديد من المسلسلات والمسرحيات منها القياضة و فات الفوت و فرجان و شقة مفروشة.

## أعماله

### المسلسلات
- حنة و رنة
- سكون الليل
- القياضة 2
- فات الفوت

### المسرحيات
- شقة مفروشة
- الف ليله و ديك
- فرجان
- العيد
- كش بطير
- ترانيت

### أفلام
- حكاية شخص
- خلخال